# کوپلای اندلسی

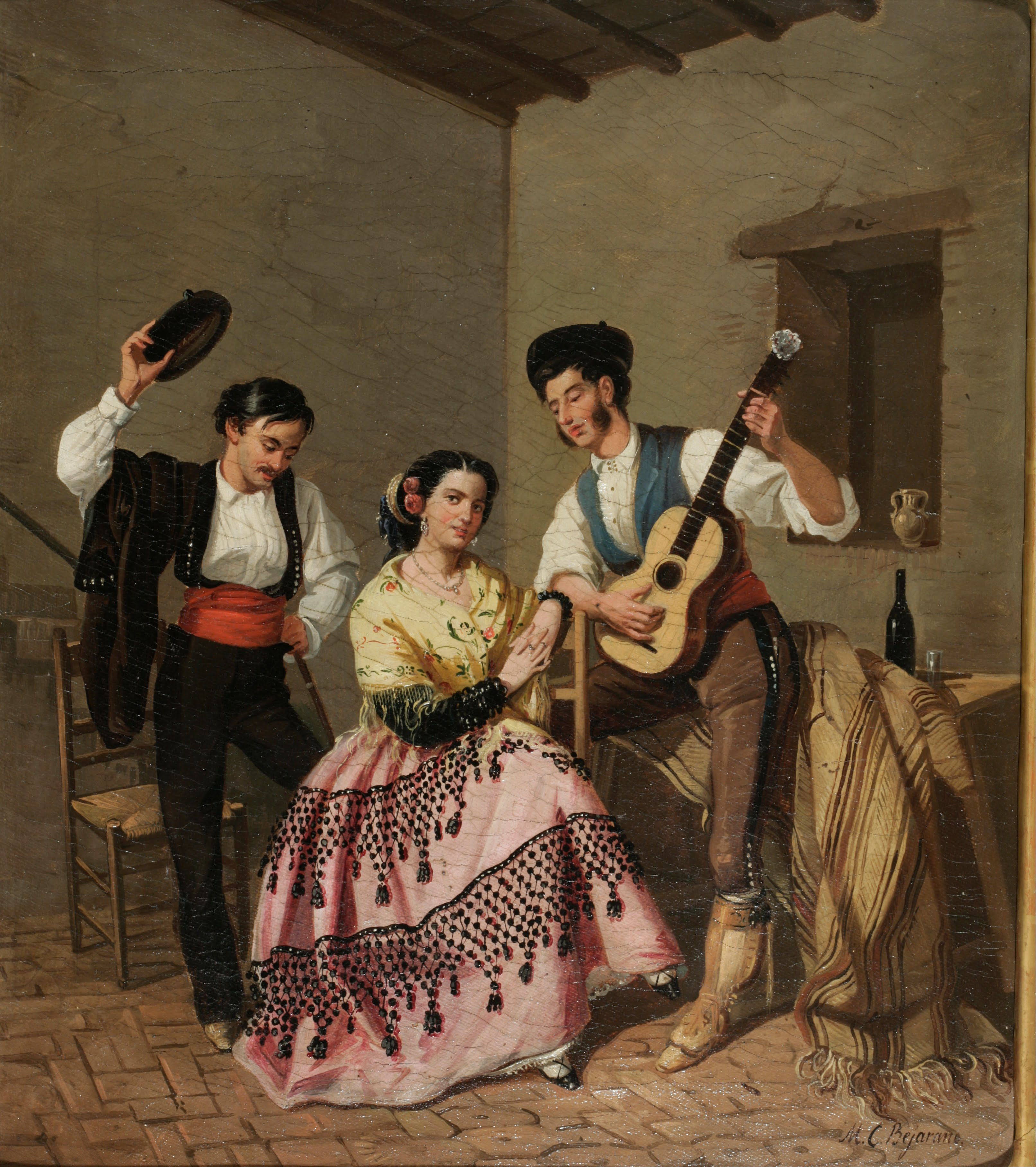

کوپلای اندلسی، یک ژانر هنری از موسیقی اسپانیا است که ترکیبی از موسیقی، اشعار و تفسیر است.
در آغاز قرن بیستم در اسپانیا ظاهر شد و حتی در طول جنگ داخلی اسپانیا و دوره پس از جنگ نیز به قوت خود باقی ماند. این سبک موسیقی از سال ۱۹۵۰ حضور پررنگی در سینمای موزیکال و تئاتر اسپانیا داشته‌است. از دهه ۱۹۷۰، با رواج سایر سبک‌های موسیقی در اسپانیا، کاهش جزئی آغاز شد. با این حال، ریشه‌های قوی آن در هویت فرهنگی کشور و تعهد بسیاری از هنرمندان باعث شده‌است که هنوز هم این سبک موسیقی زنده باشد. از معرف‌ترین آهنگ‌های این سبک می‌توان به آهنگ‌هایی مانند María de la O، ¡Ay pena, penita, pena !، Ojos Verdes یا Carmen de España اشاره کرد.